# Emmanuelle Grundmann
Pour les articles homonymes, voir Grundmann.
Emmanuelle Grundmann, née le 1er mars 1973 est une biologiste, naturaliste et reporter animalière française, spécialiste de la protection et de la réintroduction des grands singes en Afrique et en Asie.
Elle est présidente de l'Association Awely, qui cherche à diminuer les conflits entre les hommes et les animaux partout dans le monde.

### Essais et documentaires grand public
- Cyril Ruoso et Emmanuelle Grundmann, Être singe, Paris, Éditions de la Martinière, coll. « Portraits d'animaux », 2010, 2e éd. (1re éd. 2002), 207 p. (ISBN 978-2-7324-2911-3)
- Emmanuelle Grundmann, Mascareignes : Réunion-Maurice-Rodrigues, Paris, Éditions Empreinte & Territoires, coll. « Iles et Archipels », 2006, 72 p. (ISBN 978-2-915828-14-6)
- Emmanuelle Grundmann, Antilles Françaises, Paris, Éditions Empreinte & Territoires, coll. « Iles et Archipels », 2006, 75 p. (ISBN 978-2-915828-12-2)
- Emmanuelle Grundmann (préf. Jane Goodall), Ces forêts qu'on assassine, Paris, Éditions Calmann-Lévy, coll. « Sciences Humaines et Essais », 2007, 283 p. (ISBN 978-2-7021-3769-7)
- Emmanuelle Grundmann, Une amitié extraordinaire : L'histoire vraie d'une incroyable rencontre, Paris, Éditions Michel Lafon, 2007, 63 p. (ISBN 978-2-7499-0759-8)
- Emmanuelle Grundmann, Cyril Ruoso et Dominique Fontenat (préf. Tetsurō Matsuzawa), L'homme est un singe comme les autres, Paris, Hachette Pratique, coll. « Loisirs », 2008, 191 p. (ISBN 978-2-01-237535-2)
- Cyril Ruoso et Emmanuelle Grundmann (trad. de l'anglais), Grands singes, Paris, Éditions Empreinte & Territoires, 2008, 132 p. (ISBN 978-2-915828-17-7)
- Emmanuelle Grundmann, Demain, seuls au monde ?, Paris, Éditions Calmann-Lévy, coll. « Sciences Humaines et Essais », mars 2010, 325 p. (ISBN 978-2-7021-3979-0)
- Emmanuelle Grundmann, Un fléau si rentable, Paris, Éditions Calmann-Lévy, coll. « Sciences Humaines et Essais », 2013, 264 p.  (ISBN 978-2-7021-4445-9)

### Documentaires et albums jeunesse
- Joëlle Jolivet et Emmanuelle Grundmann, Zoo logique, Paris, Éditions du Seuil, coll. « Jeune Premier Age », 2002, 33 p. (ISBN 978-2-02-041385-5)
- Stéphane Frattini, Cyril Ruoso et Emmanuelle Grundmann (Collectif), Tous les singes du monde, Toulouse, France, Éditions Milan, coll. « J'écoute la nature », 2004, 93 p. (ISBN 978-2-7459-1537-5)
- Emmanuelle Grundmann, Les espèces menacées, Toulouse, France, Éditions Milan Jeunesse, coll. « Agir pour ma planète », 2006, 31 p. (ISBN 978-2-7459-2162-8)
- Emmanuelle Grundmann, Nos cousins, les primates, Paris, Éditions Fleurus, coll. « Voir les animaux », 2007, 79 p., 79 p. + 1 CD (ISBN 978-2-215-05457-3)
- Emmanuelle Grundmann, Le langage des animaux : Rugir, hurler, barrir..., Toulouse, France, Éditions Milan Jeunesse, coll. « J'écoute la nature », 2008, 61 p., 60 p. + 1 CD (ISBN 978-2-7459-3475-8)
- Emmanuelle Grundmann (ill. Denis Poughon et Laurent Audouin), La forêt, Toulouse, France, Éditions Milan Jeunesse, coll. « Agir pour ma planète », 2009, 31 p. (ISBN 978-2-7459-3836-7)
- Emmanuelle Grundmann et Cyril Ruoso, Nos cousins, les primates, Paris, Éditions Fleurus, coll. « Voir les animaux », 2009, 69 p. (ISBN 978-2-215-05586-0)
- Charles et moi (illustrations : Giulia Vetri), éditions La cabane bleue, 2019
- Crottes (illustrations : Giulia Lombardo), éditions Fleurus, 2020
- Wolfgang et moi (illustrations : Olivia Sautreuil), éditions La cabane bleue, 2021
- Joséphine Baker et moi (illustrations : Maguelone du Fou), éditions La cabane bleue, 2023